# 傑森·提森
傑森·提森（英語：Jayson Thiessen，1976年12月30日—）是一位加拿大動畫導演。他參與執導的作品包括《彩虹小馬：友情就是魔法》、其衍生作品《彩虹小馬：小馬國女孩系列》及《彩虹小馬大電影》。在執導《彩虹小馬》之前，他曾參與過Jetix頻道的《Pucca》的製作。